# Goldblatt's
Goldblatt's was een Amerikaanse keten van lokale discountwarenhuizen die actief was in Chicago (Illinois), Indiana, Michigan en Wisconsin. De keten werd opgericht in 1914 en groeide op zijn hoogtepunt uit tot meer dan twintig winkels. In de jaren negentig werden geleidelijk enkele winkels gesloten en werden andere winkels verkocht aan Ames. In 2000 werd de keten definitief gesloten.

## Geschiedenis

### Vroege beginjaren
Goldblatt's werd in 1914 opgericht door de broers Nate en Maurice Goldblatt. De uit Polen afkomstige familie Goldblatt runde een kruidenierswinkel en slagerij in de West Side van Chicago. Nate en Maurice openden hun eerste winkel vlakbij de hoek van Ashland Avenue en Chicago Avenue. In 1922 realiseerde de winkel een omzet van ruim $ 800.000.  In 1928 richtten de broers Goldblatt Brothers Inc. op. Tijdens de Grote Depressie in de jaren 1930 ging het goed met Goldblatt en de broers konden meerdere kleinere warenhuizen overnemen.
In 1936 opende Goldblatt's zijn vlaggenschipwinkel op de hoek van State Street en Van Buren. Goldblatt's ging zich richten op duurdere producten en bood kleine huishoudelijke apparaten, delicatessen en zoetwaren aan.

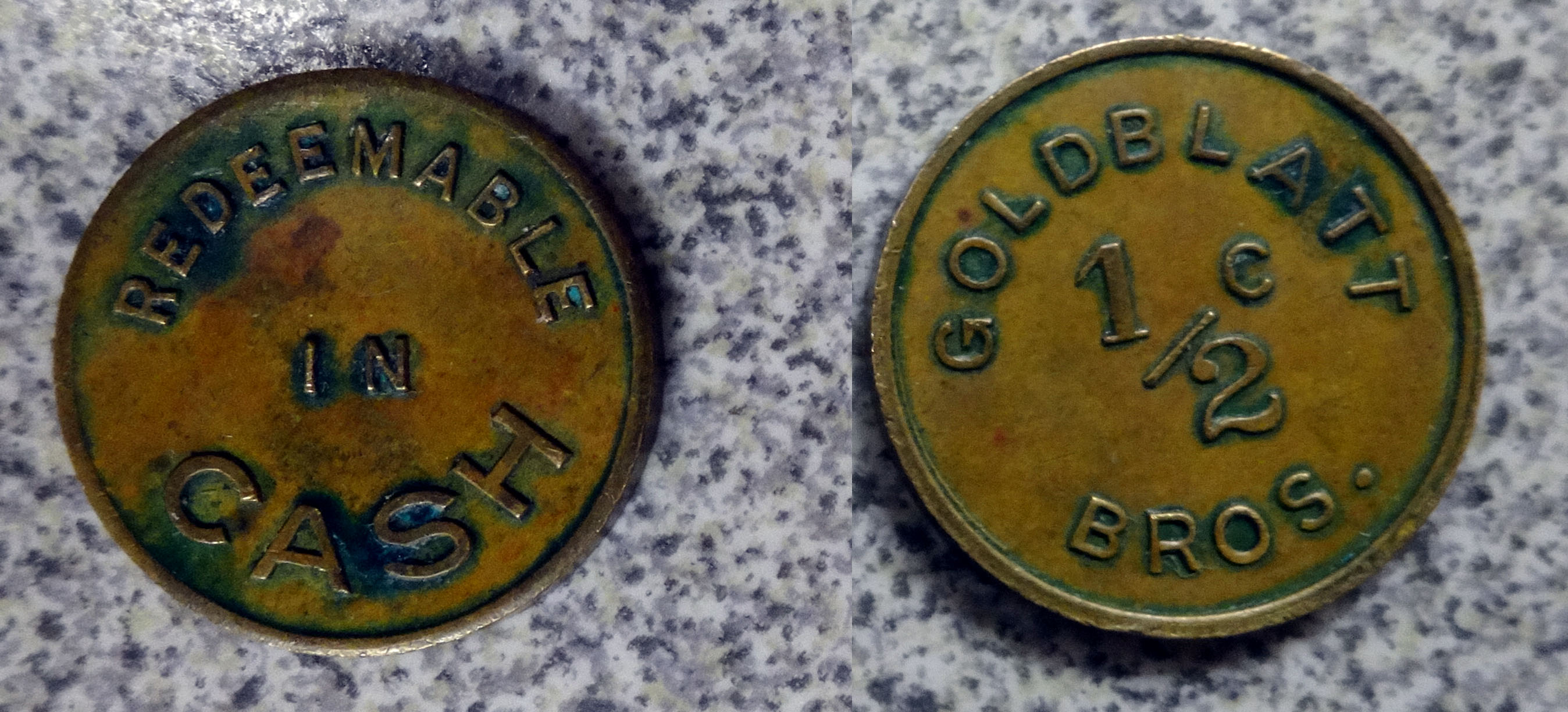
Goldblatt Department Stores 1/2 cent munt / token

### Faillissement
In 1946 exploiteerde Goldblatt's 15 winkels met een jaarlijkse omzet van $ 62 miljoen. De zaken verliepen goed, zelfs toen de gebroeders Goldblatt ruzie kregen. In 1941 werd een uitbreiding met één winkel in Buffalo, New York, met weinig succes afgesloten; de winkel sloot op 27 november 1948, nadat de werknemers hadden geprobeerd zich bij een vakbond aan te sluiten.  In de jaren 1950 stagneerde de groei, de winsten daalden en er werden gemiddeld vier nieuwe winkels per jaar geopend.
Halverwege de jaren 1960 stortten retailers als Kmart, Woolco, Zayre en Sears zich op de markt van Goldblatt. Voor Goldblatt's bleek de uitbreiding naar de voorsteden een groot obstakel. Mensen uit de middenklasse voelden zich niet aangetrokken tot Goldblatt's. In 1981 ging het bedrijf failliet.
In 1982 werd Goldblatt's heropend met zes winkels. De missie van het bedrijf werd hersteld en de focus kwam te liggen op de verkoop aan gezinnen met een laag inkomen. Het vlaggenschip, dat onder burgemeester Jane Byrne aan de stad Chicago zou worden verkocht als vestigingsplaats voor een openbare bibliotheek, werd later verkocht aan DePaul University toen de Harold Washington Library werd gebouwd. Zonder het geld van de stad Chicago zou Goldblatt's gesloten zijn. Jerrold Wexler hielp het bedrijf te redden van een faillissement.  In 1985 was Goldblatt's winstgevend.
Veranderende markten, toenemende concurrentie en verouderde winkels zorgden er echter voor dat de keten ten onder ging. In 2000 sloot Goldblatt's opnieuw. Ames kocht meerdere voormalige winkels om opnieuw de markt van Chicago te kunnen betreden (Ames had veel van Zayre's voormalige winkels in Chicago overgenomen, maar deze werden later allemaal gesloten). Maar later datzelfde jaar keerde het terug en heropende het zijn locatie op 47th Avenue en Ashland Avenue. Goldblatt heroverde later nog vier vestigingen toen Ames zijn winkels in Chicago sloot.  In 2003 sloot het bedrijf definitief haar winkels en werd geliquideerd.

### Ames
Kort nadat Goldblatt's zijn winkels sloot, kocht discounter Ames er in april 2000 zeven over voor $ 7,6 miljoen. 